# Щёголев, Вячеслав Иванович
Вячеслав Иванович Щёголев (30 декабря 1940, Москва — 9 октября 2022, Пущино) — советский и российский шашист, международный гроссмейстер (1960) по международным шашкам, двукратный чемпион мира (1960, 1964), четырёхкратный чемпион СССР.

## Биография
Вячеслав Щёголев родился в семье рабочего. С детских лет увлёкся шашками, сначала — русскими (64-клеточными), затем — международными (100-клеточными). По международным шашкам стал в 1959 году чемпионом СССР, в 1960 — чемпионом мира.
Другие награды: 1964 г. — чемпион мира, 1963, 1964 и 1976 гг. — чемпион СССР; трижды серебряный и дважды бронзовый призёр чемпионатов мира; многократный победитель и призёр других соревнований. Заслуженный мастер спорта СССР (1964), международный гроссмейстер (1960).
Автор книги «От новичка до чемпиона». В ней пишет: «Шашки ценю за то, что они разносторонне развивают человека: турниры делают его борцом, изучение игры — учёным, а красота — ценителем искусства».
Скончался 9 октября 2022 года. Похоронен в Пущино рядом с женой Галиной Павловной, погибшей в 2012 году в автокатастрофе.